# Яминский (Солонцовское сельское поселение)
Я́минский — хутор в Алексеевском районе Волгоградской области России. Входит в Солонцовское сельское поселение.
Население — 0,07 тыс. человек.
Хутор расположен в 17 км юго-восточнее станицы Алексеевской и в 4 км западнее хутора Солонцовский.
Дорога с асфальтовым покрытием. Хутор не газифицирован. Есть начальная школа.
Условия для рыбалки.